# Hamdan bin Mohammed Al Maktoum
Hamdan bin Mohammed bin Rashid al Maktoum (arabă حمدان بن محمد بن راشد آل مكتوم; n. 13 noiembrie 1982), este Prințul Moștenitor al Dubai, și al doilea fiu al Emirului Mohammed bin Rashid Al Maktoum și a Hind bint Maktoum bin Juma Al Maktoum. este cunoscut sub numele de Fazza, numele sub care publică poezii.